# شهریار دوم
اسپهبد شهریار بن شروین یا شهریار دوم یازدهمین حاکم از سلسله باوندیان بین سنوات ۹۳۰–۹۶۴ میلادی بود. او پسر و جانشین شروین دوم بود.
پس از ضعیف شدن زیاریان در طبرستان، شهریار دوم درگیر مبارزه قدرت بین آن‌ها و بوییان شد. حاکم زیاریان طبرستان، وشمگیر، با خواهر شهریار ازدواج کرد. در ۹۴۳، وشمگیر از ری توسط آل بویه و شخص رکن‌الدوله اخراج شد و به شهریار دوم پناهنده شد. در ۹۴۸، رکن‌الدوله طبرستان را فتح کرد و شهریار را وادار به سوگند وفاداری به خود نمود. با این حال، شهریار هنوز هم به زیاریان و اربابان سامانی خود وفادار ماند. رستم دوم، برادر او، نیز با حمایت بوییان در ۹۶۴ جایش را غصب کرد. شهریار بعد از آن در ۹۶۸ برای پس گرفتن تاج و تخت باوند با ارتش سامانی به طبرستان حمله کرد، اما فایده‌ای نداشت.